# Ito Masanori
Masanori Ito (sinh ngày 20 tháng 4 năm 1978) là một cầu thủ bóng đá người Nhật Bản.

## Sự nghiệp câu lạc bộ
Masanori Ito đã từng chơi cho FC Tokyo.